# Misli s Dunava
Misli s Dunava (rusinski: Думки з Дунаю, ukrajinski: Думки з Дунаю), je ljetopis (godišnji almanah) Saveza Rusina i Ukrajinaca Republike Hrvatske. Izlazi na rusinskom (Думки з Дунаю, Рочнїк Союзу Русинох и Українцох РГ), ukrajinskom (Думки з Дунаю, Лiтопис Союзу русинiв i українцiв РХ) i hrvatskom jeziku.

## Vanjske poveznice
- Misli s Dunava  Arhivirana inačica izvorne stranice od 12. travnja 2008. (Wayback Machine) (na rusinskom)